# سكوت موراي
سكوت موراي (بالإنجليزية: Scott Murray)‏ (26 مايو 1974 بأبردين في المملكة المتحدة - ) هو لاعب كرة قدم بريطاني في مركز جناح. شارك مع منتخب اسكتلندا الثانوي لكرة القدم ‏. أما مع النوادي، فقد لعب مع أستون فيلا ونادي بريستول سيتي ونادي ريدنغ ويوفل تاون ونادي باث سيتي ونادي تشيلتنهام تاون لكرة القدم وFraserburgh F.C. ‏.

## وصلات خارجية
- سكوت موراي على موقع قاعدة بيانات كرة القدم.إي يو (الإنجليزية)
- سكوت موراي على موقع Soccerbase.com (لاعب) (الإنجليزية)
- سكوت موراي على موقع عالم كرة القدم.نت (الإنجليزية)